# آمبولوز

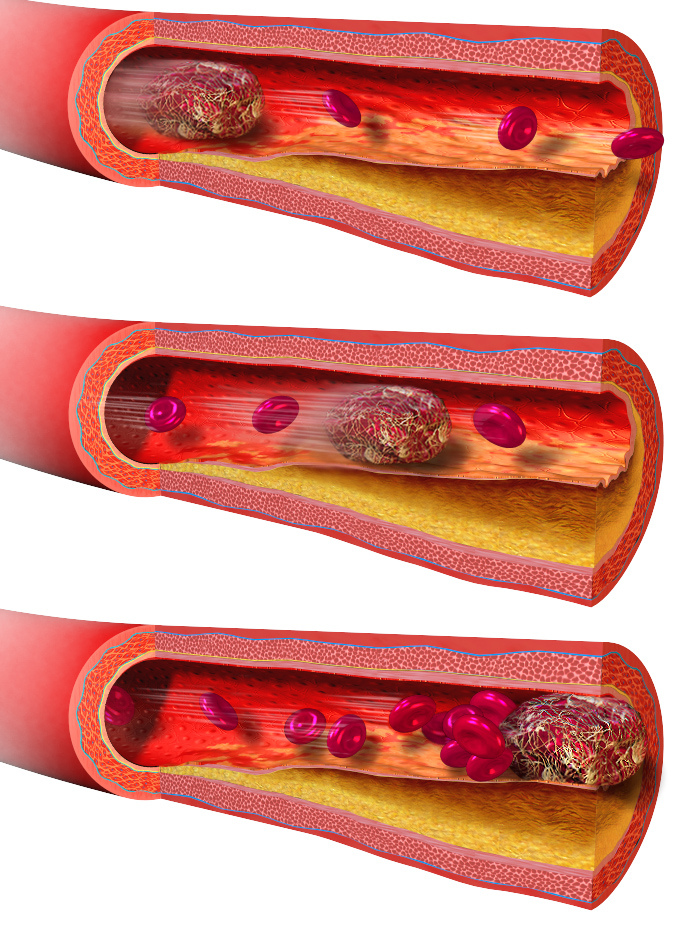
آمبولوز

آمبولوز یا رگ‌بست (به انگلیسی: Embolus) توده‌ای از لخته یا مواد خارجی که با حرکت از طریق جریان خون و گیر کردن در ناحیه‌ای از رگ باعث انسداد آن می‌شود.

## واژه‌شناسی
آمبولوز (به یونانی: ἔμβολος) به معنای توپی است. جمع embolus به صورت emboli با تلفظ امبولای می‌شود.
اما در میان فارسی زبانان، آمبولی معمولا به جای آمبولیسم استفاده می شود. نیز آمبولی به جای thromboembolism استفاده شده‌است. 
اگر جسم مانع از جنس لخته خون باشد، با آن ترومبوز گفته می شود. 
thromboembolism به معنای «بسته شدن یک رگ خونی در نتیجه لخته ای که از محل ایجاد خود جدا شده و به حرکت درآمده است» می‌باشد.